# L'arciere di ghiaccio
L'arciere di ghiaccio (titolo originale in sami: Ofelaš; in Norvegese: Veiviseren; titolo inglese: Pathfinder) è un film del 1987 diretto da Nils Gaup.
Il film, il cui soggetto è basato su un'antica leggenda Sami, ebbe la candidatura all'Oscar quale miglior film straniero.

## Trama
Aigin, un giovane lappone, assiste impotente alla strage dei suoi famigliari da un gruppo di predoni, i Tsjudie. Mentre gli uomini stanno gettando i cadaveri in un lago gelato, viene scoperto e fugge in un villaggio non molto distante dal suo igloo, inseguito dagli uomini, venendo ferito da uno di loro. Gli abitanti del villaggio lo accusano di aver portato la sciagura nel loro paese e si preparano a partire, mentre Aigin viene curato dalla bella Paiblin, che s'innamora di lui. Il giorno dopo gran parte del villaggio parte, ma Aigin rimane nel posto con alcuni uomini del villaggio, che lo vogliono aiutare nella sua guerra contro i predoni. Di notte l'indovino Raste tenta di dissuaderlo dall'impresa, non venendo ascoltato da Aigin, che è poi costretto ad assistere alla disfatta dei suoi amici, trucidati dai Tsjudie.

## Produzione

### Riprese
Girato presso Kautokeino, comune norvegese della contea di Finnmark (la quale costituisce parte della Lapponia), diverse sequenze sono state filmate sul famoso altopiano Finnmarksvidda dove la temperatura media è inferiore ai -47 °C.

## Distribuzione

### Edizione italiana
Distribuito in Italia nel febbraio 1989, con doppiaggio affidato alla C.D.C., è uscito in VHS per l'etichetta Vivivideo nel 1990.

## Accoglienza

### Critica
«La leggenda epica di un giovane eroe lappone, ardimentoso e umano, che intorno al mille salva la sua gente dall'incursione di predatori feroci e spietati, divenendo custode di tradizioni e costumi riccamente umani ed emblema di una fantasiosa e poetica spiritualità. [...] Il protagonista esordiente - poco più che un fanciullo - Mikkel Gaup, interpreta con fiero dinamismo la figura dell'eroe, duramente temprato dagli elementi e dalle avversità, ma dall'animo pieno di sensibilità e di poesia, sentimenti che trapelano attraverso l'intensità di uno sguardo straordinariamente espressivo. La scenografia immerge quasi sensibilmente lo spettatore nelle sconfinate distese innevate della Lapponia e la colonna sonora ne fa come percepire al vivo i silenzi misteriosi, rotti da pochi suoni naturali e dalle voci dure e gutturali, minacciose e incomprensibili, dei predatori sempre incombenti [...]» 

## Remake
- Pathfinder - La leggenda del guerriero vichingo